# 罗家得
罗家得，湖广人，是一名清朝政治人物。
罗家得曾于1763年接替吴家驹任奉贤县知县一职，1764年由林光照接任。